# سبیت خاطر
سبیت خاطر (عربی: سبيت خاطر فايل خميس المخيني؛ زادهٔ ۲۷ فوریهٔ ۱۹۸۰) یک بازیکن فوتبال اهل امارات متحده عربی است.
از باشگاه‌هایی که در آن بازی کرده‌است می‌توان به العین و الجزیره امارات اشاره کرد.
وی همچنین در تیم ملی فوتبال امارات متحده عربی بازی کرده‌است.